# Libanesischer Elite Cup 2004
Der Libanesische Elite Cup 2004 war die neunte Austragung des Fußballturniers. Die vier besten Mannschaften aus der libanesischen Premier League und die beiden Pokalfinalisten nahmen teil. Titelverteidiger war der Nejmeh Club. Nejmeh Club hat sich mit einem 6:5-Sieg im Elfmeterschießen im Finale gegen Al Ahed zum sechsten Mal den Titel gesichert.

## Qualifizierte Mannschaften
| Verein         | Platzierung der Saison 2003/04 |
| -------------- | ------------------------------ |
| Nejmeh Club    | Erster & Pokalfinalist         |
| al Ahed        | Zweiter & Pokalsieger          |
| Olympic Beirut | Dritter                        |
| Safa SC Beirut | Vierter                        |
| Al-Mabarrah    | Fünfter                        |
| al-Ansar       | Sechster                       |

## Gruppenphase

### Gruppe A
| Pl. | Verein         | Sp. | S | U | N | Tore    | Diff. | Punkte |
| --- | -------------- | --- | - | - | - | ------- | ----- | ------ |
| 1.  | Nejmeh Club    | 2   | 1 | 1 | 0 | 003:100 | +2    | 04     |
| 2.  | Safa SC Beirut | 1   | 0 | 0 | 1 | 000:200 | −2    | 0      |
| 3.  | Al-Mabarrah    | 1   | 0 | 1 | 0 | 001:100 | ±0    | 01     |

| Datum             |                | Ergebnis |             |
| ----------------- | -------------- | -------- | ----------- |
| Do, 23. Sep. 2004 | Safa SC Beirut | 0:2      | Nejmeh Club |
| Sa, 25. Sep. 2004 | Al-Mabarrah    | 1:1      | Nejmeh Club |
| Mo, 27. Sep. 2004 | Safa SC Beirut | -        | Al-Mabarrah |

### Gruppe B
al Ahed und al-Ansar qualifizierten sich für das Halbfinale. Olympic Beirut schied aus.

## Finalrunde
|  | Halbfinale | Halbfinale     | Halbfinale |  |  | Finale | Finale      | Finale |
|  |            |                |            |  |  |        |             |        |
|  |            |                |            |  |  |        |             |        |
|  | A1         | Nejmeh Club    | 6          |  |  |        |             |        |
|  | B2         | al-Ansar       | 2          |  |  |        |             |        |
|  |            |                |            |  |  | A1     | Nejmeh Club | 1 (6)E |
|  |            |                |            |  |  | B1     | al Ahed     | 1 (5)  |
|  | A2         | Safa SC Beirut | 1          |  |  |        |             |        |
|  | B1         | al Ahed        | 2          |  |  |        |             |        |
|  |            |                |            |  |  |        |             |        |

E Sieg im Elfmeterschießen

### Halbfinale
| Datum             |             | Ergebnis |                |
| ----------------- | ----------- | -------- | -------------- |
| Do, 30. Sep. 2004 | Nejmeh Club | 6:2      | al-Ansar       |
|                   | al Ahed     | 2:1      | Safa SC Beirut |

### Finale
| Datum            |             | Ergebnis                         |         |
| ---------------- | ----------- | -------------------------------- | ------- |
| Sa, 2. Okt. 2003 | Nejmeh Club | 1:1 n. V. (1:1, 1:1) (6:5 i. E.) | al Ahed |